# Orden Francisco Marroquín
La Orden Nacional Francisco Marroquín es una distinción honorífica de Guatemala otorgada a educadores guatemaltecos que se han destacado en el ámbito de la educación y se concede el 25 de junio de cada año, en la celebración del Día del Maestro en Guatemala. Es otorgado por el Ministerio de Educación.

## Historia
La Orden Nacional Francisco Marroquín fue creada el 17 de junio de 1963 mediante el Decreto Ley n.º 51 durante el gobierno de Enrique Peralta Azurdia y debe su nombre al primer Obispo de Guatemala, Francisco Marroquín, a quien se le atribuye históricamente el símbolo de la docencia nacional. Marroquín fue el fundador de los primeros centros de estudios del país y fue quien impulsó la formación en lenguas mayas.
El galardón se otorga únicamente a los académicos del Magisterio Nacional, las Facultades de Humanidades de las distintas universidades del país, el Colegio Profesional de Humanidades y las Organizaciones No Gubernamentales relacionadas con la educación que se encuentran en Guatemala.
En el año 2000 el Congreso de la República, aprobó el Decreto 92-2000 y en este modificó el artículo 4 del decreto inicial, asignando una pensión vitalicia de 2 mil quetzales. En el 2014 se realizó una nueva modificación con el Decreto Ley n.º 11-2014, aumentando el beneficio a Q.4 mil.

## Condecorados
Los primeros en recibirla fueron J. Daniel Contreras, José Antonio López, Josefina Alonso, Anita Castilla y Domingo Gracias. 
El profesor Rubén Alfonso Ramírez la recibió en 1999. Hasta el año 2022 se habían entregado 402 condecoraciones, cada año se premian entre 8 a 10 profesionales en la educación.

## Galería
|                                   |
| Medallas e insignias de la orden. |

|                                          |
| Galardonados el 25 de junio del año 2022 |